# مالكولم أتيربوري
مالكولم أتيربوري (بالإنجليزية: Malcolm Atterbury)‏ مواليد 20 فبراير 1907 في فيلادلفيا - الوفاة 16 أغسطس 1992 في بيفرلي هيلز، الولايات المتحدة، هو ممثل أمريكي بدأ مسيرته الفنية سنة 1954. امتدت مسيرته الفنية لأكثر من 25 عاما.

## الأعمال
- شمالا إلى الشمال الغربي
- الطيور
- الجحيم المرتفع

## روابط خارجية
- مالكولم أتيربوري على موقع IMDb (الإنجليزية)
- مالكولم أتيربوري على موقع ألو سيني (الفرنسية)
- مالكولم أتيربوري على موقع تيرنر كلاسيك موفيز (الإنجليزية)
- مالكولم أتيربوري على موقع أول موفي (الإنجليزية)
- مالكولم أتيربوري على موقع قاعدة بيانات برودواي على الإنترنت (الإنجليزية)
- مالكولم أتيربوري على موقع قاعدة بيانات الأفلام السويدية (السويدية)
- مالكولم أتيربوري على موقع إن إن دي بي (الإنجليزية)
- مالكولم أتيربوري على موقع قاعدة بيانات الفيلم (الإنجليزية)
- مالكولم أتيربوري على موقع كينوبويسك (الروسية)